# Rhizogeton conicum
Rhizogeton conicum is een hydroïdpoliep uit de familie Oceaniidae. De poliep komt uit het geslacht Rhizogeton. Rhizogeton conicum werd in 1996 voor het eerst wetenschappelijk beschreven door Schuchert. 